# Fey-en-Haye
Fey-en-Haye település Franciaországban, Meurthe-et-Moselle megyében. Lakosainak száma 59 fő (2022. január 1.). Fey-en-Haye Limey-Remenauville, Mamey, Montauville, Norroy-lès-Pont-à-Mousson, Thiaucourt-Regniéville és Vilcey-sur-Trey községekkel határos.

## Népesség
A település népességének változása:
| Lakosok száma | 42   | 71   | 72   | 74   | 75   | 78   | 78   | 77   | 71   | 59   |
|               | 1968 | 1982 | 1990 | 2006 | 2013 | 2015 | 2017 | 2019 | 2020 | 2022 |